# 佐貫町站
佐貫町站（日语：／ Sanukimachi eki */?）是位於千葉縣富津市龜田，屬於東日本旅客鐵道（JR東日本）的內房線車站。

## 歷史
過去特急「細波」往館山河千倉方向的列車中，約半數班次會停靠此站。而現時所有特急列車自2018年時間表修正起皆通過此站。
- 1915年（大正4年）1月15日：車站啟用，當時車站位於君津郡佐貫町[1]。
- 1987年（昭和62年）4月1日：伴隨國鐵分割民營化，車站由東日本旅客鐵道（JR東日本）營運[1]。
- 2009年（平成21年）3月14日：此站可以使用IC卡「Suica」[2]。成為東京近郊區間區域內[2]。
- 2017年（平成29年）3月6日：當日起綠色窗口結業。

## 車站構造

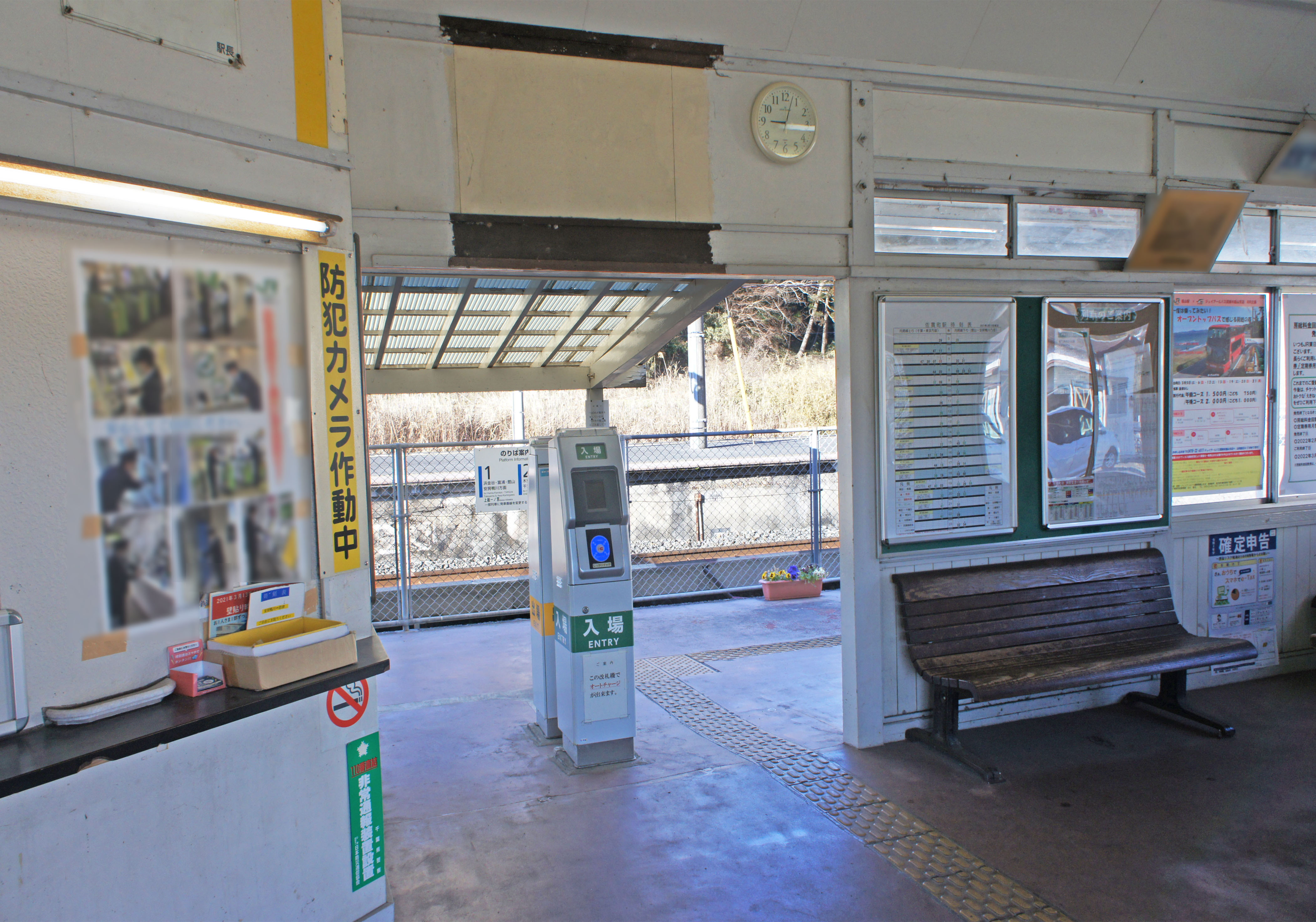
驗票口（2022年2月）

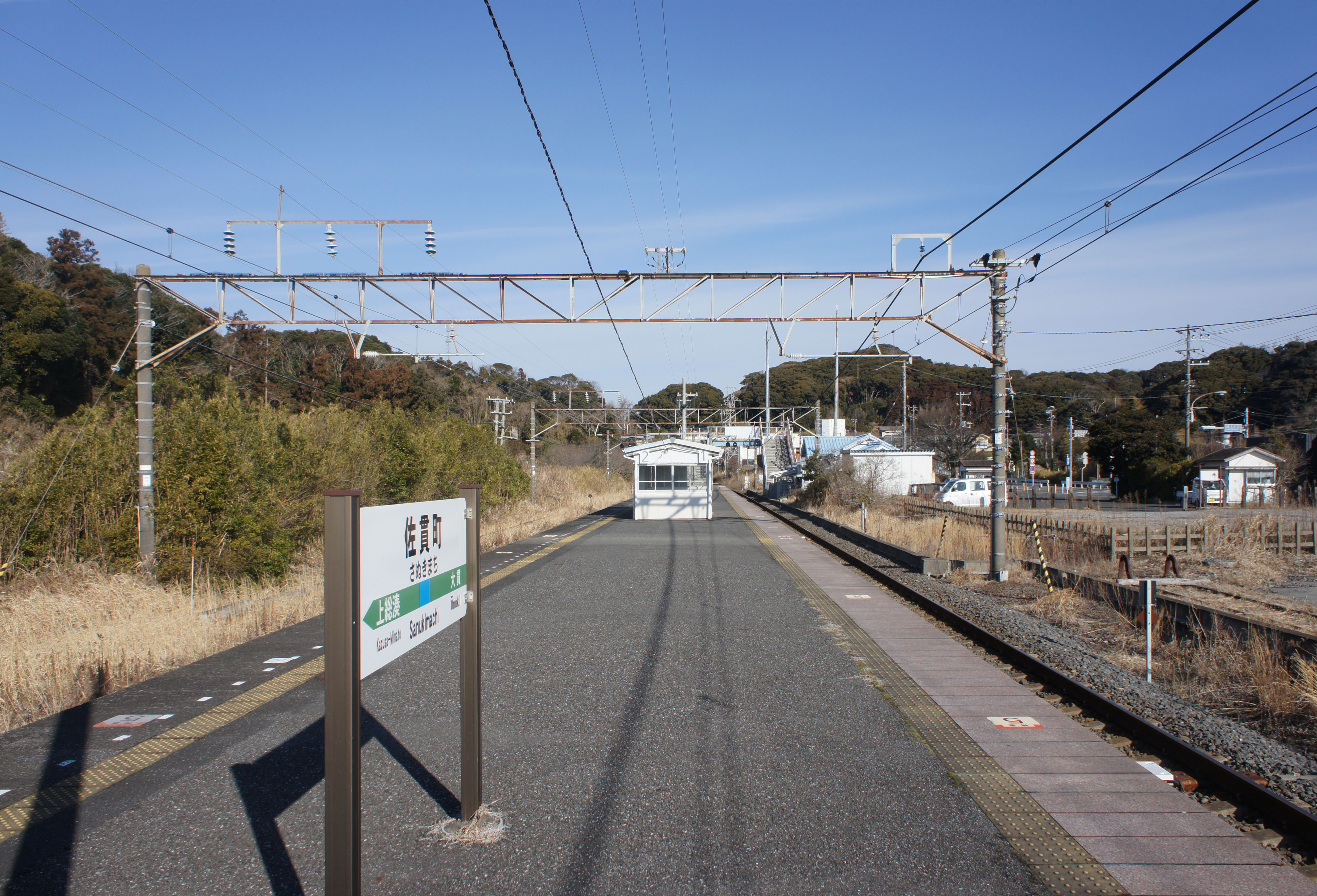
月台（2022年2月）

此站是地面車站，設有1面2線的島式月台。月台曾經進行維修，但是沒有提升高度。站房與月台之間透過跨線橋連接。此站是由君津站管理的業務委託車站，並委托JR東日本車站服務負責車站業務。站內設有自動售票機（支援Suica）1台和簡易Suica閘機。站內也設有廁所（男女分開的濕廁）、公共電話、郵筒和自動販賣機（飲品）。

### 月台
| 月台 | 路線    | 上下行 | 方向                     |
| ---- | ------- | ------ | ------------------------ |
| 1    | ■內房線 | 下行   | 館山、千倉、安房鴨川方向 |
| 2    | ■內房線 | 上行   | 木更津、千葉、東京方向   |

參考
- 在信號設備上，1、2號月台可從兩方向進站和向兩方向出發。
- 因為上述原因，普通列車通常會進入反方向月台，以待避特急之用。
- 不論甚麼理由，當內房線部分區間暫停服務時，會設有列車於此站折返。113系方向幕內設有此站目的地。
- 月台可容納11卡車廂。

## 使用狀況
在2019年（令和元年）度1日平均乘車人次為211人，以下為乘車人次變化列表：
| 乘車人次變化       | 乘車人次變化     | 乘車人次變化 |
| 年度               | 1日平均 乘車人次 | 參考資料     |
| ------------------ | ---------------- | ------------ |
| 1990年（平成02年） | 890              | [ * 1 ]      |
| 1991年（平成03年） | 884              | [ * 2 ]      |
| 1992年（平成04年） | 816              | [ * 3 ]      |
| 1993年（平成05年） | 740              | [ * 4 ]      |
| 1994年（平成06年） | 661              | [ * 5 ]      |
| 1995年（平成07年） | 589              | [ * 6 ]      |
| 1996年（平成08年） | 560              | [ * 7 ]      |
| 1997年（平成09年） | 548              | [ * 8 ]      |
| 1998年（平成10年） | 511              | [ * 9 ]      |
| 1999年（平成11年） | 485              | [ * 10 ]     |
| 2000年（平成12年） | 459              | [ * 11 ]     |
| 2001年（平成13年） | 414              | [ * 12 ]     |
| 2002年（平成14年） | 402              | [ * 13 ]     |
| 2003年（平成15年） | 385              | [ * 14 ]     |
| 2004年（平成16年） | 355              | [ * 15 ]     |
| 2005年（平成17年） | 363              | [ * 16 ]     |
| 2006年（平成18年） | 359              | [ * 17 ]     |
| 2007年（平成19年） | 348              | [ * 18 ]     |
| 2008年（平成20年） | 350              | [ * 19 ]     |
| 2009年（平成21年） | 343              | [ * 20 ]     |
| 2010年（平成22年） | 336              | [ * 21 ]     |
| 2011年（平成23年） | 315              | [ * 22 ]     |
| 2012年（平成24年） | 315              | [ * 23 ]     |
| 2013年（平成25年） | 297              | [ * 24 ]     |
| 2014年（平成26年） | 281              | [ * 25 ]     |
| 2015年（平成27年） | 277              | [ * 26 ]     |
| 2016年（平成28年） | 261              | [ * 27 ]     |
| 2017年（平成29年） | 223              | [ * 28 ]     |
| 2018年（平成30年） | 224              | [ * 29 ]     |
| 2019年（令和元年） | 211              |              |

## 車站周邊
- 國道127號（日语：国道127号）
- 國道465號（日语：国道465号）
- 千葉縣道163號小櫃佐貫停車場線（日语：千葉県道163号小櫃佐貫停車場線）
- 千葉縣道256號新舞子海岸線（日语：千葉県道256号新舞子海岸線）
- 富津市政廳佐貫聯絡所
- 富津市立佐貫中學
- 富津市立佐貫小學
- 佐貫郵局
- 新舞子海灘
- 母親牧場（日语：マザー牧場）（轉乘巴士）
- 東京灣觀音（日语：東京湾観音）

## 巴士路線
站前於迴旋路上設有巴士站。設有以下路線停靠。各路線由日東交通營運。
| 乘車處   | 途經                   | 目的地           |
| -------- | ---------------------- | ---------------- |
| 佐貫町站 | 寶龍寺、周南入口       | 母親牧場、神野寺 |
| 佐貫町站 | 大貫站、篠部、富津小前 | 富津公園         |
| 佐貫町站 | 笹毛                   |                  |
| 佐貫町站 | 笹毛、上總湊站入口     | 上總湊站         |

## 其他
- 此站至上總湊站之間會因強風影響，使車站限制減低，甚至暫停行駛。因此，該區間加設了防風板，並於2012年3月21日完成[4]。上總湊站至竹岡站之間，那古船形站至館山站之間也會受到相同影響，使路線對於強風對策需要採取措施[5]。
- 此站與茨城縣龍崎市的常磐線龍崎市站「佐貫站」相似。因此曾經有乘客由於需要前往鄰近此站的母親牧場而錯誤地於佐貫站下車[6]。

## 相鄰車站
東日本旅客鐵道（JR東日本）
■內房線
■通勤快速（平日上行1班）、■快速（星期六及假日上行經京葉線的1班）、■普通（各站停車）
大貫－佐貫町－上總湊

## 注腳

### 使用狀況
1. ↑  千葉縣統計年鑑 （页面存档备份，存于）（日語） - 千葉縣
2. ↑  富津市統計書 （页面存档备份，存于）（日語） - 富津市

JR東日本2000年度以後的乘車人次
1. ↑  各駅の乗車人員（2000年度） （页面存档备份，存于）（日語） - JR東日本
2. ↑  各駅の乗車人員（2001年度） （页面存档备份，存于）（日語） - JR東日本
3. ↑  各駅の乗車人員（2002年度） （页面存档备份，存于）（日語） - JR東日本
4. ↑  各駅の乗車人員（2003年度） （页面存档备份，存于）（日語） - JR東日本
5. ↑  各駅の乗車人員（2004年度） （页面存档备份，存于）（日語） - JR東日本
6. ↑  各駅の乗車人員（2005年度） （页面存档备份，存于）（日語） - JR東日本
7. ↑  各駅の乗車人員（2006年度） （页面存档备份，存于）（日語） - JR東日本
8. ↑  各駅の乗車人員（2007年度） （页面存档备份，存于）（日語） - JR東日本
9. ↑  各駅の乗車人員（2008年度） （页面存档备份，存于）（日語） - JR東日本
10. ↑  各駅の乗車人員（2009年度） （页面存档备份，存于）（日語） - JR東日本
11. ↑  各駅の乗車人員（2010年度） （页面存档备份，存于）（日語） - JR東日本
12. ↑  各駅の乗車人員（2011年度） （页面存档备份，存于）（日語） - JR東日本
13. ↑  各駅の乗車人員（2012年度） （页面存档备份，存于）（日語） - JR東日本
14. ↑  各駅の乗車人員（2013年度） （页面存档备份，存于）（日語） - JR東日本
15. ↑  各駅の乗車人員（2014年度） （页面存档备份，存于）（日語） - JR東日本
16. ↑  各駅の乗車人員（2015年度） （页面存档备份，存于）（日語） - JR東日本
17. ↑  各駅の乗車人員（2016年度） （页面存档备份，存于）（日語） - JR東日本
18. ↑  各駅の乗車人員（2017年度） （页面存档备份，存于）（日語） - JR東日本
19. ↑  各駅の乗車人員（2018年度） （页面存档备份，存于）（日語） - JR東日本
20. ↑  各駅の乗車人員（2019年度） （页面存档备份，存于）（日語） - JR東日本

千葉縣統計年鑑
1. ↑  千葉縣統計年鑑（平成3年） （页面存档备份，存于）（日語）
2. ↑  千葉縣統計年鑑（平成4年） （页面存档备份，存于）（日語）
3. ↑  千葉縣統計年鑑（平成5年） （页面存档备份，存于）（日語）
4. ↑  千葉縣統計年鑑（平成6年） （页面存档备份，存于）（日語）
5. ↑  千葉縣統計年鑑（平成7年） （页面存档备份，存于）（日語）
6. ↑  千葉縣統計年鑑（平成8年） （页面存档备份，存于）（日語）
7. ↑  千葉縣統計年鑑（平成9年） （页面存档备份，存于）（日語）
8. ↑  千葉縣統計年鑑（平成10年） （页面存档备份，存于）（日語）
9. ↑  千葉縣統計年鑑（平成11年） （页面存档备份，存于）（日語）
10. ↑  千葉縣統計年鑑（平成12年） （页面存档备份，存于）（日語）
11. ↑  千葉縣統計年鑑（平成13年） （页面存档备份，存于）（日語）
12. ↑  千葉縣統計年鑑（平成14年） （页面存档备份，存于）（日語）
13. ↑  千葉縣統計年鑑（平成15年） （页面存档备份，存于）（日語）
14. ↑  千葉縣統計年鑑（平成16年） （页面存档备份，存于）（日語）
15. ↑  千葉縣統計年鑑（平成17年） （页面存档备份，存于）（日語）
16. ↑  千葉縣統計年鑑（平成18年） （页面存档备份，存于）（日語）
17. ↑  千葉縣統計年鑑（平成19年） （页面存档备份，存于）（日語）
18. ↑  千葉縣統計年鑑（平成20年） （页面存档备份，存于）（日語）
19. ↑  千葉縣統計年鑑（平成21年） （页面存档备份，存于）（日語）
20. ↑  千葉縣統計年鑑（平成22年） （页面存档备份，存于）（日語）
21. ↑  千葉縣統計年鑑（平成23年） （页面存档备份，存于）（日語）
22. ↑  千葉縣統計年鑑（平成24年） （页面存档备份，存于）（日語）
23. ↑  千葉縣統計年鑑（平成25年） （页面存档备份，存于）（日語）
24. ↑  千葉縣統計年鑑（平成26年） （页面存档备份，存于）（日語）
25. ↑  千葉縣統計年鑑（平成27年） （页面存档备份，存于）（日語）
26. ↑  千葉縣統計年鑑（平成28年） （页面存档备份，存于）（日語）
27. ↑  千葉縣統計年鑑（平成29年） （页面存档备份，存于）（日語）
28. ↑  千葉縣統計年鑑（平成30年） （页面存档备份，存于）（日語）
29. ↑  千葉縣統計年鑑（令和元年） （页面存档备份，存于）（日語）

## 外部連結
- 車站資訊（佐貫町）：東日本旅客鐵道（日語）